# Triepeolus cressonii
Triepeolus cressonii là một loài Hymenoptera trong họ Apidae. Loài này được Robertson mô tả khoa học năm 1897.